# ウェルトゥムヌス

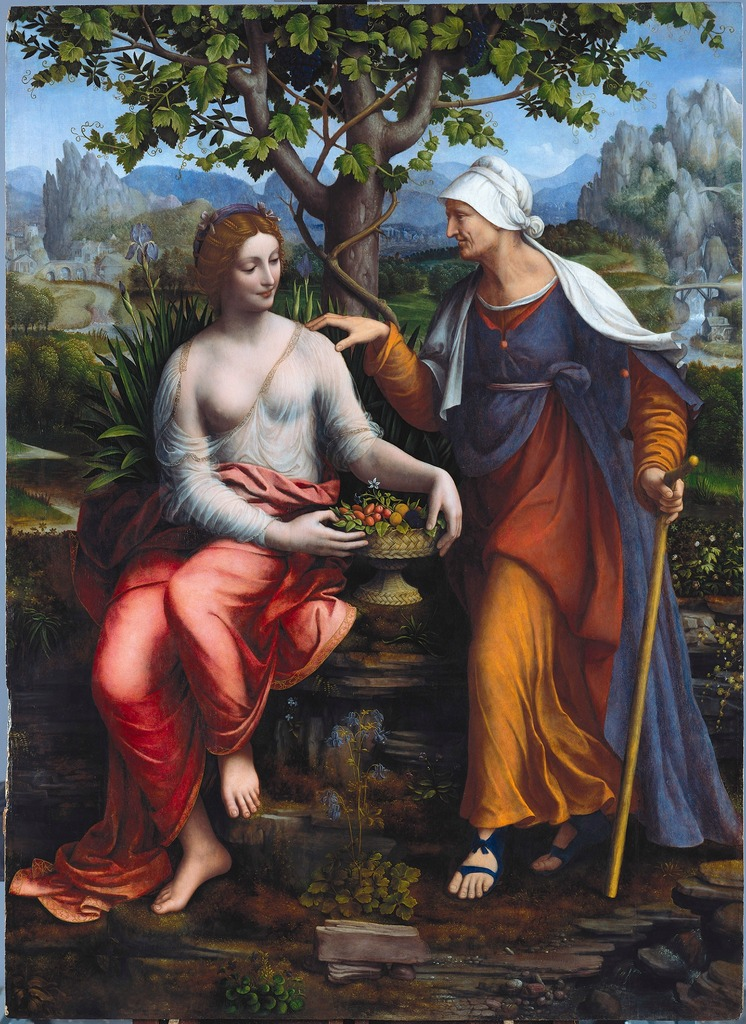
フランチェスコ・メルツィ『ウェルトゥムヌスとポモナ』1518-1522年ごろ。絵画館 (ベルリン)

ウェルトゥムヌス(Vertumnus)は、ローマ神話に登場する果樹と果物の神。ウォルトゥムヌスとも呼ばれる。
エトルーリア起源と考えられており、ローマでは植物を転じて果実に、果実が転じて木になる過程を促進する神と解釈された。祭日は毎年8月13日。
様々な形態に変身できる能力を持つウェルトゥムヌスは、ポーモーナに恋した時、老婆に姿を変えて彼女を説得し求愛に成功したといわれる。